# Nuša Derenda
Nuša Derenda (nacida Anuška Žnideršič; Brežice, 30 de marzo de 1969) es una cantante eslovena, más conocida por haber representado a su país en el Festival de la Canción de Eurovisión 2001. En 2012 obtuvo el primer lugar en el festival Melodije morja in sonca con la canción «Za stare čase».

## Biografía
A la edad de dos años y medio, sus padres se dieron cuenta de su talento para el canto. A ella siempre le gustó interpretar canciones en frente de una audiencia.
La música fue parte fundamental en su infancia. Cantó en coros, como solista, estudió en una escuela musical, y aprendió a tocar el acordeón. Poco tiempo después de terminar la escuela primaria, se unió a banda de jóvenes músicos.
Aunque ella quería convertirse en profesora preescolar y trabajar a tiempo parcial en una guardería por un año, continuó cantando con la banda y viajó por toda Europa. En 1990, su banda de disolvió y, junto a su socio Frenk, crearon un nuevo grupo. Para ese entonces, ella ya se había convertido en una profesional y lograron recorrer Yugoslavia, Alemania, y Suiza, y además fueron invitado a los Estados Unidos en tres ocasiones. Siete años de exitoso y arduo trabajo, llevaron al grupo a presentarse en 150 ocasiones en un solo año. Desde 1998, ha estado trabajando con una banda llamada Happy Hour, con quienes ha grabado en el estudio y han tenido diversos conciertos.

## Eurovisión 2001

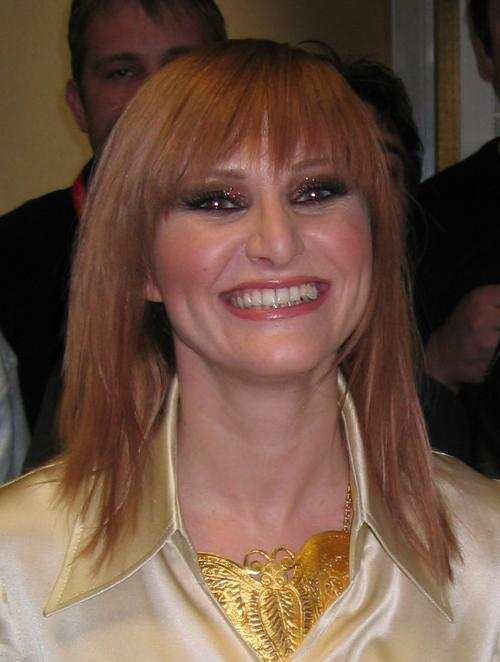
Nuša Derenda.

Luego de haber ganado el concurso EMA 2001 para representar a Eslovenia en el Festival de Eurovisión ese año, atrajo la atención de los medios y ganó bastante popularidad. Interpretó la canción «Energy» el 12 de mayo en Copenhague (Dinamarca), con la que finalizó en el 7.º lugar con 70 puntos.

## Discografía
- Vzemi me veter (1999)
- Ni mi žal (2000)
- Festivali (2001)
- Na štiri oči (2002)
- Največje uspešnice (1998 - 2004) (2004) (Recopilatorio)
- Nuša za otroke (2005)
- Prestiž (2008)
- Za stare čase (2013)